# Híres mariboriak listája
Ez a lista a Maribor városában született, élt, munkálkodott vagy meghalt hírességeket sorolja fel.
- Aleš Čeh, Labdarúgó
- Mladen Dolar, Filozófus
- Vekoslav Grmič, római katolikus püspök és teológus
- Polona Hercog, teniszezőnő
- Israel Isserlin, középkori rabbi
- Habsburg–Lotaringiai János főherceg, Habsburg nemes és filantróp
- Drago Jančar, Szerző
- Rudolf Maister, katonai vezér
- Janez Menart, Költő és műfordító
- Žarko Petan, Író, esszéista, darab- és filmrendező
- Janko Pleterski, Történész
- Zoran Predin, Énekes
- Anton Martin Slomšek, római katolikus püspök, szerző, költő és a szlovén kultúra kiemelkedő alakja
- Leon Štukelj, olimpiai bajnok
- Wilhelm von Tegetthoff, ausztriai admirális
- Danilo Türk, Szlovénia elnöke (2007–2012)
- Saša Vujačić, NBA-kosárlabdázó
- Zlatko Zahovič, labdarúgó
- Tomaž Barada, taekwondozó

## Fordítás
- Ez a szócikk részben vagy egészben  a   List of people from Maribor című angol Wikipédia-szócikk ezen változatának fordításán alapul.  Az eredeti cikk szerkesztőit annak laptörténete sorolja fel. Ez a jelzés csupán a megfogalmazás eredetét és a szerzői jogokat jelzi, nem szolgál a cikkben szereplő információk forrásmegjelöléseként.